# Movimiento Republicano Nacional por la Democracia y el Desarrollo

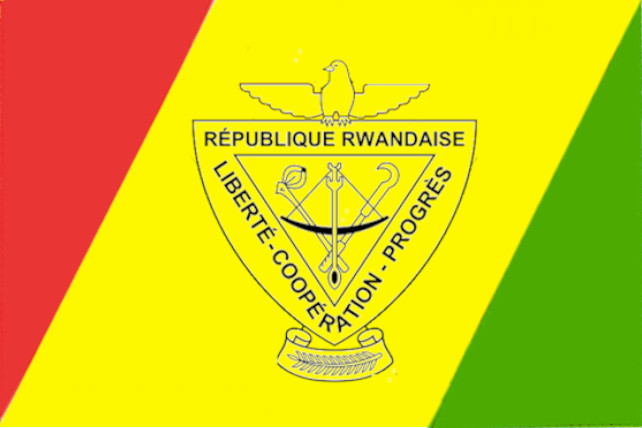
Bandera del partido.

El Movimiento Republicano Nacional por la Democracia y el Desarrollo (en francés: Mouvement républicain nacionales vierte la démocratie et le développement, MRNDD) fue el partido político gobernante de Ruanda entre 1975 y 1994, bajo el régimen de Juvénal Habyarimana. Entre 1975 y 1991, cuando era conocido bajo el nombre de Movimiento Revolucionario Nacional para el Desarrollo (en francés: Mouvement Révolutionaire National pour le Développement, MRND), el MRND fue el único partido legal del país. Era un partido dominado exclusivamente con los hutus, particularmente del norte de Ruanda, donde había nacido Habyarimana. Dentro del MRND se encontraban los akasu, quienes eran el grupo de élite del partido que eran los principales consejeros del presidente Habyarimana y su esposa.
Tras el Genocidio de Ruanda en 1994, el partido fue inmediatamente ilegalizado por el Frente Patriótico Ruandés a causa de su participación en las matanzas.

## Historia
Fue fundado el 5 de julio de 1975 por Juvenal Habyarimana, exactamente dos años después de haber destituido al primer presidente tras la independencia de Ruanda, Grégoire Kayibanda, por medio de un golpe de Estado. Habyarimana estableció un estado totalitario y proscribió el partido Parmehutu, el cual había sido dominado por los hutus del sur de Ruanda. El MRND sucedió el rol del Parmehutu como partido hegemónico. En 1978, se llevó a cabo un referéndum en el que tras obtener un 89% de los votos, se estableció una nueva constitución, convirtiendo el país en un estado unipartidista, en el que cada ciudadano automáticamente era considerado como miembro del MRND.
En 1978 se llevaron a cabo elecciones presidenciales, en las que Habyarimana se postuló como único candidato. Por ello, fue reelegido con un 99% de los votos. Luego se disputaron las elecciones parlamentarias de 1981, en la que los candidatos del MRND ganaron los 64 escaños del Parlamento. Habyarimana fue nuevamente reelegido en las elecciones de 1983 y 1988, mientras que las elecciones parlamentarias fueron realizadas bajo el mismo sistema en 1983 (con la Asamblea Nacional ampliada a 70 escaños) y en 1988.
El nombre del partido cambió tras una ola de legalización de los partidos de oposición en 1991 en toda África. El ala juvenil del partido, el Interahamwe, se convirtió posteriormente en un grupo paramilitar que fue clave en perpetrar el Genocidio de Ruanda. Tras la muerte de Habyarimana en 1994, los elementos más extremistas del partido se encontraban entre los arquitectos del genocidio; la Coalición por la Defensa de la República (CDR), la cual cumplió un importante rol, fue originalmente una facción dura del MRND, la cual después se separó del partido.
Luego de que Ruanda fuese conquistada por los tutsis pertenecientes al Frente Patriótico Ruandés (FPR) dirigido por Paul Kagame, tanto el MRND como el CDR fueron expulsados del poder y fueron ilegalizados en julio de 1994.

## Ideología
Habyarimana se describía como relativamente moderado, permitiendo el derecho a los Tutsi a implementar sus propios negocios, aunque se dice que él (y su régimen) han utilizado métodos de propagandas propios de la extrema derecha, discriminación étnica contra los tutsis (aunque de forma menos extrema que sus predecesores), poseían una agenda conservadora en lo social, y eran anticomunistas.

## Estructura
Habyarimana era el presidente del partido, y en consecuencia, era el único candidato que se postulaba a la Presidencia de la República. Sin embargo, en una concesión reducida de carácter democrático, los votantes podían escoger entre dos candidatos del mismo partido en las elecciones parlamentarias.

## Historial electoral

### Elecciones presidenciales
| Elección | Candidato           | Votos | %      | Resultado |
| -------- | ------------------- | ----- | ------ | --------- |
| 1978     | Juvénal Habyarimana |       | 98,99% | Elegido   |
| 1983     | Juvénal Habyarimana |       | 99,97% | Elegido   |
| 1988     | Juvénal Habyarimana |       | 99,98% | Elegido   |

### Elecciones parlamentarias
| Elección | Dirigente del partido | Votos     | %    | Escaños | +/–         | Posición |
| -------- | --------------------- | --------- | ---- | ------- | ----------- | -------- |
| 1981     | Juvénal Habyarimana   | 2 100 770 | 100% | 64/64   | 64          | 1.º      |
| 1983     | Juvénal Habyarimana   | 2 364 592 | 100% | 70/70   | 6           | 1.º      |
| 1988     | Juvénal Habyarimana   | 2 701 682 | 100% | 70/70   | Sin cambios | 1.º      |